# Basar Basargurujew
Basar Budaschapowitsch Basargurujew (russisch Базар Будажапович Базаргуруев, wiss. Transliteration Bazar Budažapovič Bazarguruev; * 9. Januar 1985 in Zagan-Tschelutaj, Burjatische ASSR) ist ein ehemaliger kirgisischer Ringer russischer Herkunft.

## Karriere
Basar Basargurujew wurde 1985 im heutigen Russland geboren und belegte 2004 den vierten Platz bei den Ringer-Kadettenweltmeisterschaften. Im Mai 2007 wurde er für Usbekistan startend Asienmeister in der Klasse bis 60 kg im freien Stil und wechselte kurze Zeit später zum kirgisischen Verband. Noch im gleichen Jahr gewann er bei den Weltmeisterschaften 2007 in Baku Bronze. Bei den Olympischen Sommerspielen 2008 in Peking wurde Basargurujew war Basargurujew bei der Schlussfeier Fahnenträger der kirgisischen Mannschaft. In der Klasse bis 60 kg im Freistilringen unterlag er im Kampf um Bronze dem Japaner Ken’ichi Yumoto. Anfang des Jahres 2017 wurden die Dopingproben der Olympischen Spiele 2008 mit neuen Methoden überprüft. Hierbei wurde der Silbermedaillengewinner Wassyl Fedoryschyn positiv auf Turinabol getestet. Dies hatte zur Folge, dass ihm seine gewonnene Medaille aberkannt wurde und somit diese an Yumoto vergeben wurde und Basargurujew nachträglich die Bronzemedaille zugesprochen wurde.